# Сан-Бенедетто-дель-Тронто
Сан-Бенедетто-дель-Тронто (итал. San Benedetto del Tronto) — коммуна в Италии, располагается в регионе Марке, в провинции Асколи-Пичено.
Население составляет 47806 человек (2008 г.), плотность населения составляет 1 862,47 чел./км². Занимает площадь 25 км². Почтовый индекс — 63074. Телефонный код — 0735.
Покровителем коммуны почитается святой мученик Бенедикт из Купры, празднование 13 октября.

## Демография
Динамика населения:

## Администрация коммуны
- Официальный сайт: http://www.comunesbt.it